# Pölsfeld
Pölsfeld este o comună în Saxonia-Anhalt, Germania